# Höst i New York

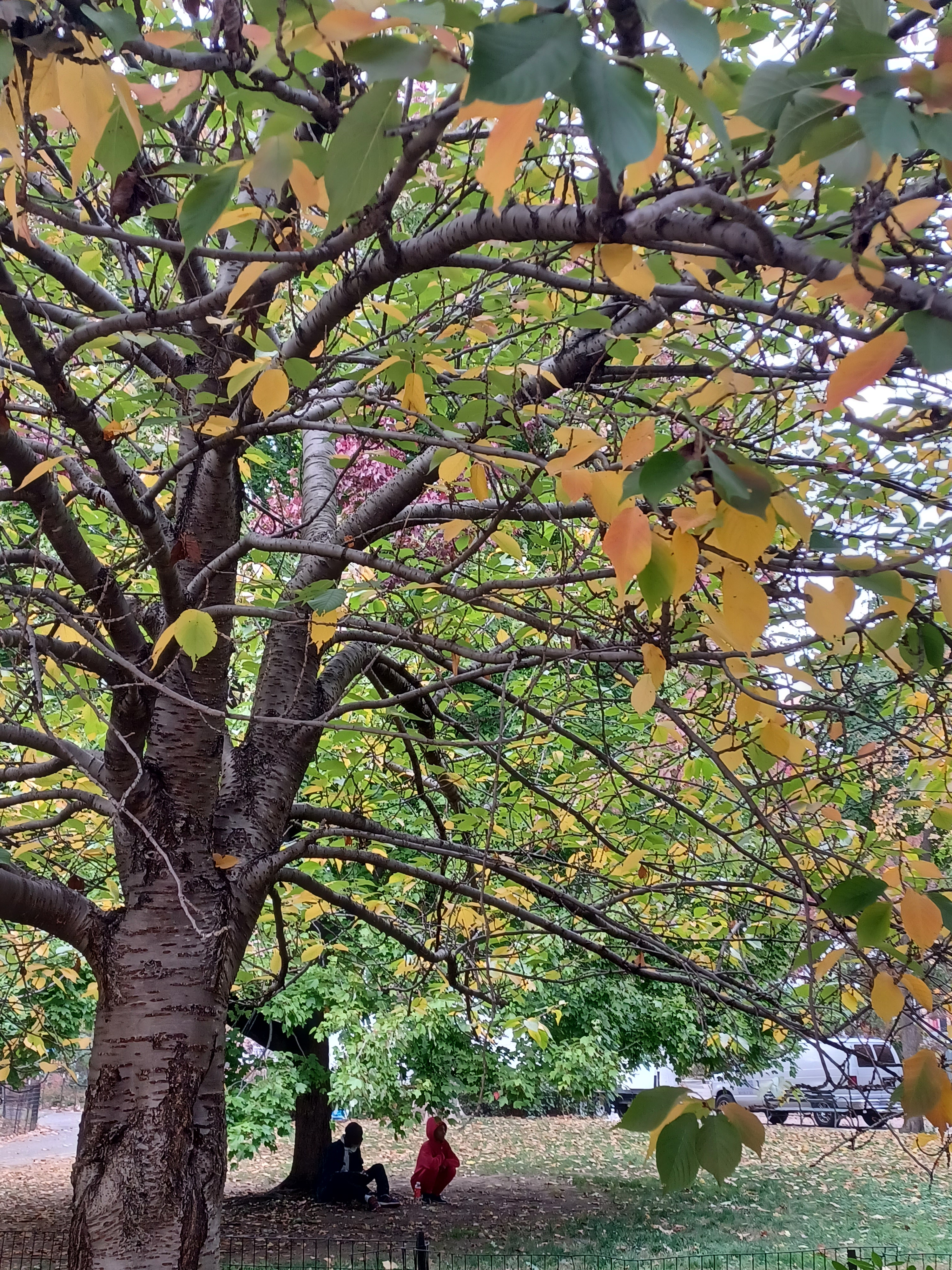
Foto av Linda Fletcher

Höst i New York (originaltitel: Autumn in New York) är en amerikansk romantisk dramafilm från 2000 i regi av Joan Chen. Huvudrollerna spelas av Richard Gere, Winona Ryder och Anthony LaPaglia.

## Handling
Den medelålders Will förälskar sig i den unga Charlotte.

## Rollista i urval
- Richard Gere – Will Keane
- Winona Ryder – Charlotte Fielding
- Anthony LaPaglia – John Volpe
- Elaine Stritch – Dolores "Dolly" Talbot
- Vera Farmiga – Lisa Tyler
- Sherry Stringfield – Sarah Volpe
- Jill Hennessy – Lynn McCale
- J.K. Simmons – Dr. Tom Grandy
- Sam Trammell – Simon
- Mary Beth Hurt – Dr. Paul Sibley

## Om filmen
- Höst i New York har visats i SVT, bland annat i oktober 2014.